# 奈及利亞憲法
奈及利亞憲法（英語：Constitution of Nigeria）是奈及利亞聯邦共和國的憲法。奈及利亞曾頒佈有一系列不同的憲法，而現今的版本是第四共和國於1999年5月29日頒佈的。在此之前該國曾頒布5部憲法。

## 憲法歷史版本

### 英國殖民時期（1914年—1960年）
奈及利亞的第一部憲法是由殖民時期的樞密令頒佈的。當時奈及利亞是大英帝國的直轄殖民地。該部憲法於1913年頒佈（1914年1月1日生效）， 1922年、1946年、1951年和1954年憲法有新版本頒佈以替代前版本。
1946年，新憲法在西敏通過並且在奈及利亞頒佈。縱然這部憲法保留了總督及其所任命的行政會議持有的權力，被稱爲理查茲憲法（Richards Constitution）(由時任總督亞瑟·理查茲負責規劃）的1946年版本憲法加入了立法委員會的機制，並規定其有權審議全國性的事務。並且在各地設立了議會，議員們有權將地方的問題提供意見給向上級反映。聯邦制度的引入以及將審議權下放，某種承認了奈及利亞的獨立性。這部憲法無疑強化了地區主義的發展。
1950年，要求自治權的呼聲已十分明確，各議會隨即招開會議討論憲法的修正。該版本以時任總督约翰·斯图亚特·麦克弗森之名被稱爲「麥克弗森憲法」（Macpherson Constitution），並於次年生效。
新憲章創新憲法演變雙重路線，既允許地區自治，又允許聯邦聯盟。通過擴大選舉，並規定中央政府設有部長會議，「麥克弗森憲法」為政黨活動和國家政治參與有着巨大的助力。這部憲法助長了地區主義的發展——地區的廣泛立法權不能被新設立的聯邦眾議院推翻。以奧利弗·利特爾頓命名並在1954年頒布的《利特爾頓憲法》及憲法的後續修訂，確立了聯邦制度並且鋪平了奈及利亞獨立的道路。

### 1960年獨立憲法
奈及利亞作為主權國家的首部憲法由英国议会頒布，於1960年10月1日，即獨立後立即生效。根據這部憲法，伊丽莎白二世仍爲國家為名義上的元首。

### 1963年版憲法（第一共和國）
獨立奈及利亞第二部憲法於1963年10月1日（奈及利亞獨立三週年）生效。本部憲法確立奈及利亞為一個聯邦共和國，並一直持續到軍事政變推翻奈及利亞民主體制。

### 1979年版憲法（第二共和國）
1979年版憲法是第二共和的憲法，採用美國式的總統制，總統並透過直選產生。避免第一共和的弊端，憲法規定各政黨和聯邦執行委員會（奈及利亞內閣）要反映國家的「聯邦性質」──要求政黨必須至少在奈及利亞三分之二的州或邦註冊，並且各聯邦州至少需有一名內閣成員。

### 1993年版憲法（第三共和國）
1993年版的憲法旨在建立第三共和，但從未獲得完整執行。

## 奈及利亞聯邦共和國憲法
1999年版的憲法建立了奈及利亞聯邦共和國（第四共和），並且其效力持續到現今。2011年1月，兩條針對本憲法的修正案通過，並由總統奧盧塞貢·奧巴桑喬簽字施行。這是1999年版憲法的首次修訂。

## 外部連結
- 1979版憲法文本
- 1999年憲法文本 （页面存档备份，存于）